# Ajmak wschodniogobijski
Ajmak wschodniogobijski (mong. Дорноговь аймаг) – jeden z 21 ajmaków w Mongolii, znajdujący się w południowo-wschodniej części kraju. Stolicą ajmaku jest Sajnszand, znajdujący się 456 km na południowy wschód od stolicy kraju Ułan Bator.
Utworzony w 1931 roku ajmak obejmuje powierzchnię 109 500 km², graniczy z Chinami. Dzieli się na 14 somonów. Gospodarka oparta na wydobyciu węgla, miedzi i innych surowców. W rolnictwie uprawa warzyw, głównie ziemniaka. Brak uprawy zbóż. Na terenie ajmaku znajdują się m.in. klasztory Chamaryn chijd i Cuwiraagijn chijd.
Liczba ludności w poszczególnych latach:

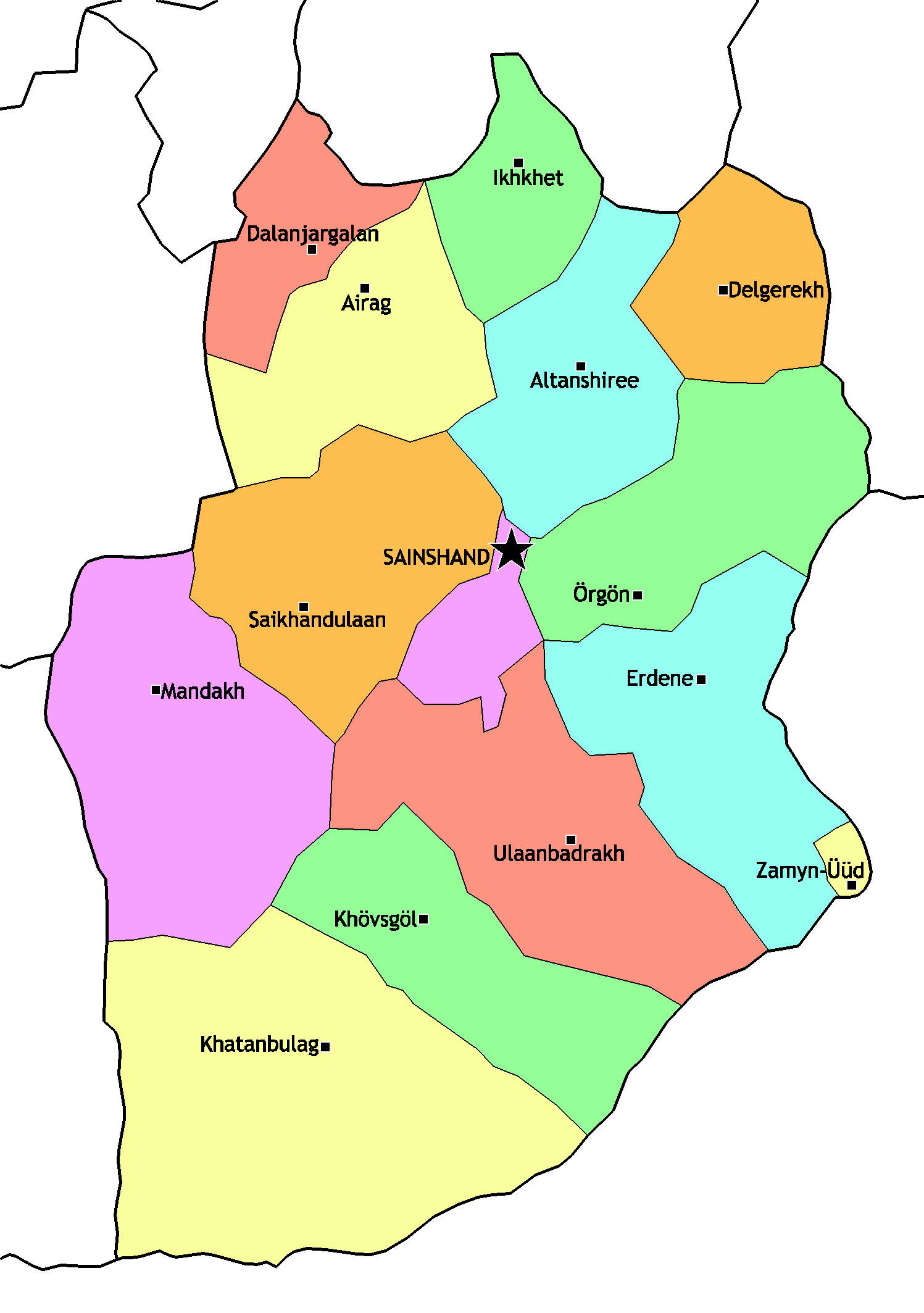
Podział ajmaku

| 1979   | 1989   | 2000   | 2010   |
| ------ | ------ | ------ | ------ |
| 42 000 | 57 100 | 50 575 | 57 930 |

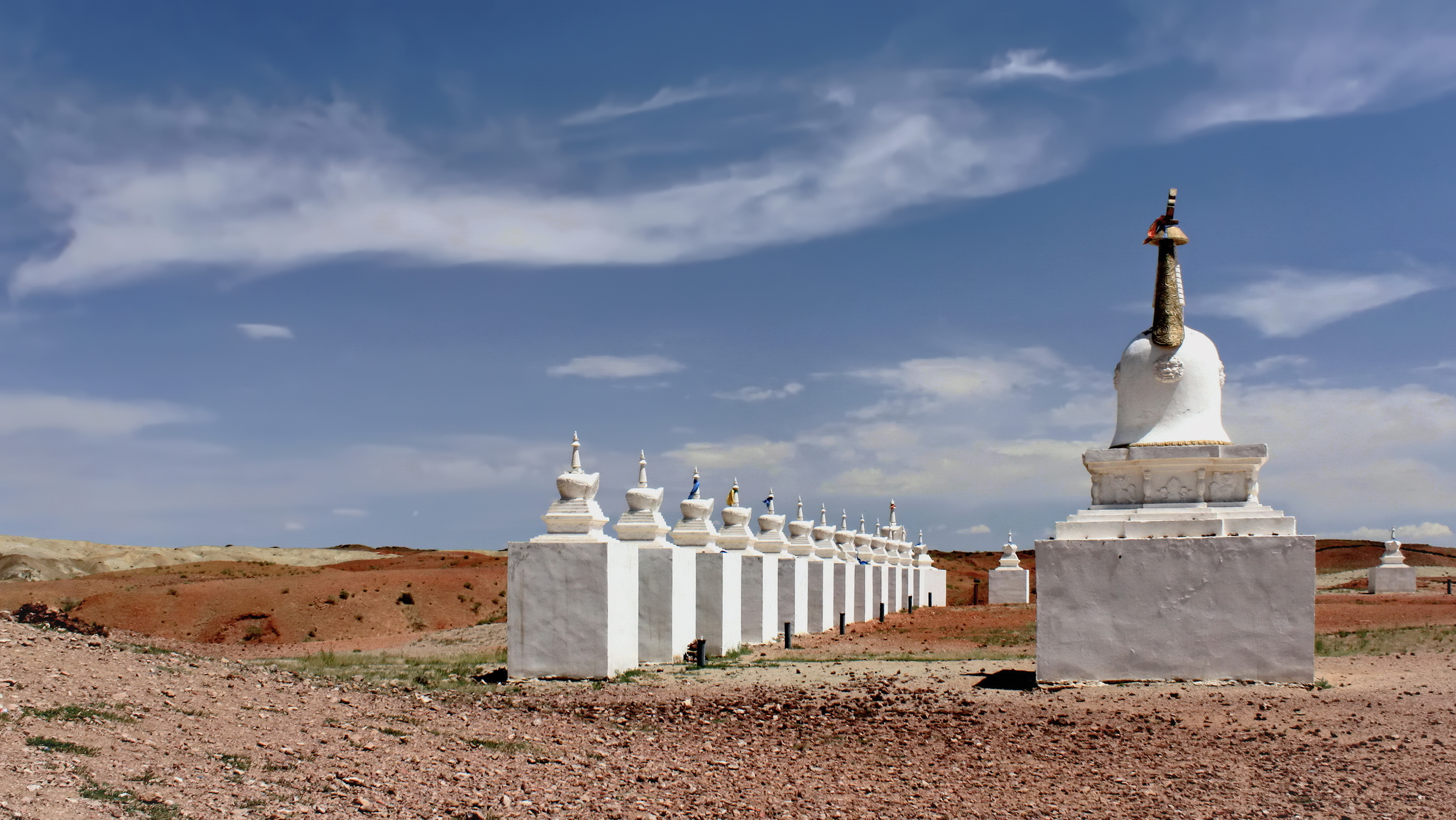
Stupy w kompleksie Szambala
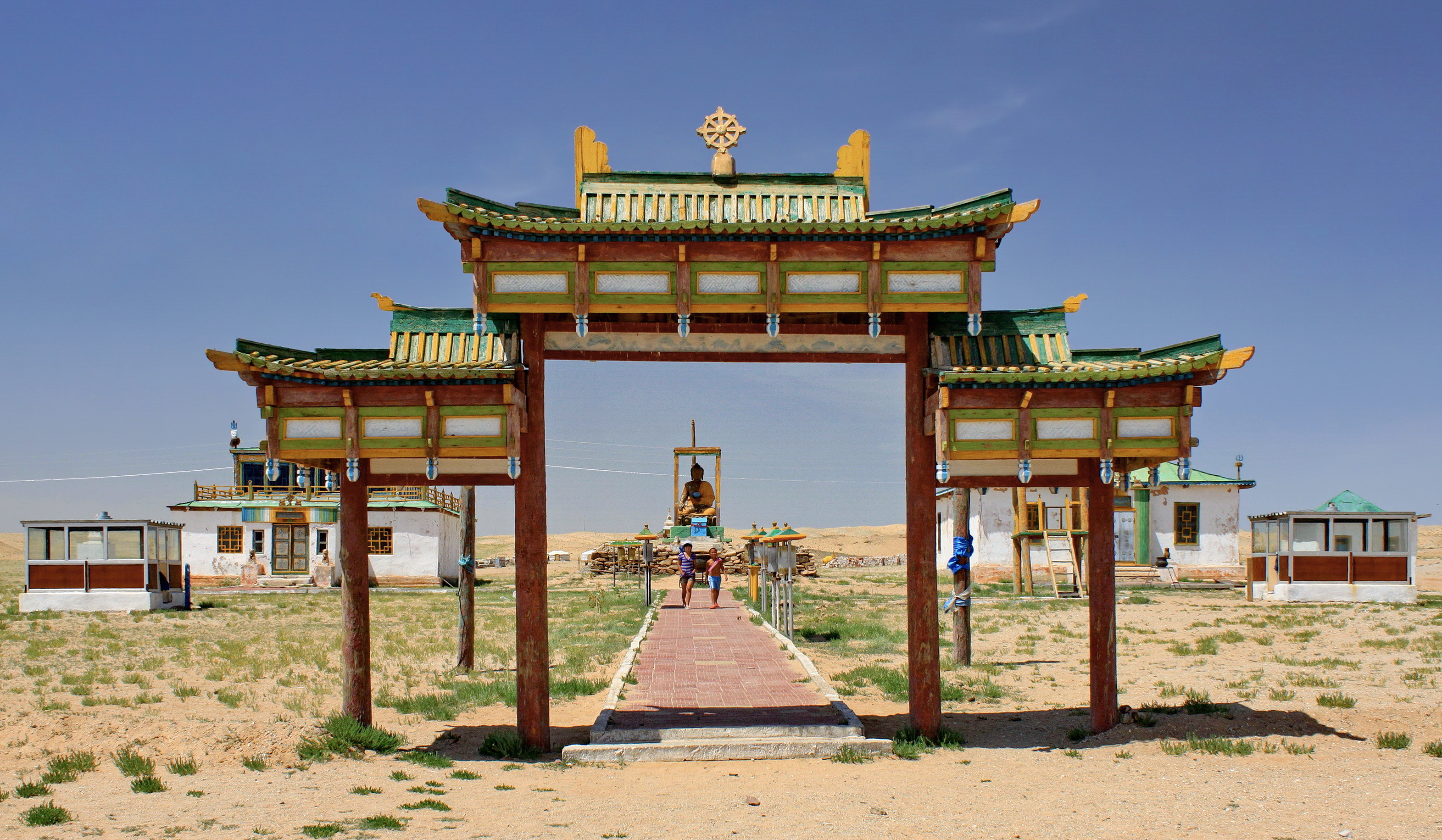
Brama wejściowa do klasztoru Chamaryn
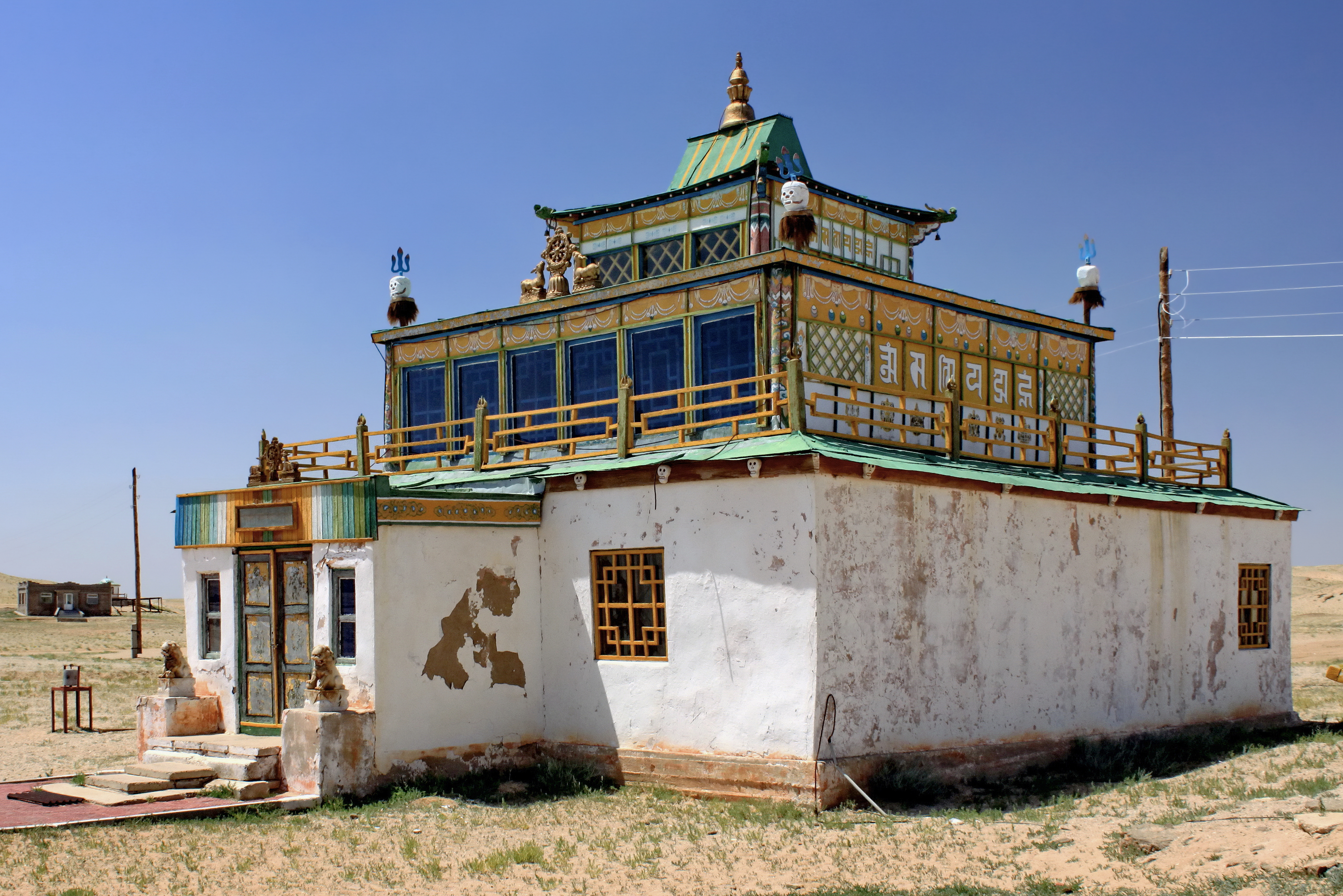
Klasztor Chamaryn
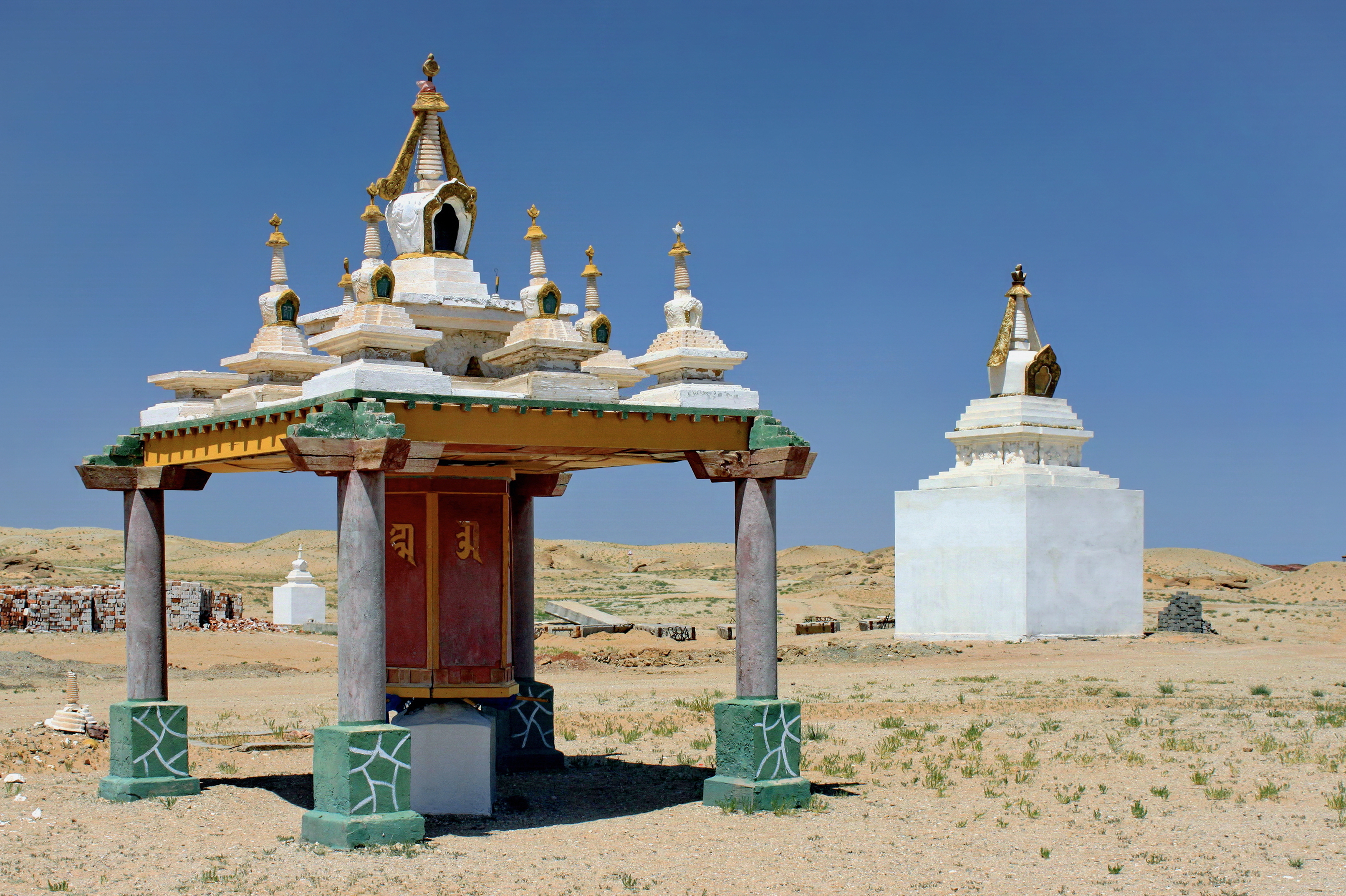
Młynek modlitewny i stupy w Klasztorze Chamaryn